# Volo Northwest Orient Airlines 706
Il volo Northwest Orient Airlines 706 era un Lockheed L-188 Electra, registrato come N137US, che si schiantò durante il decollo dall'Aeroporto Internazionale di Chicago-O'Hare il 17 settembre 1961. Tutte le 37 persone a bordo morirono nell'incidente.
Il volo 706 iniziò la sua giornata a Milwaukee, nel Wisconsin, e avrebbe dovuto fermarsi a Chicago prima di dirigersi a Tampa, Fort Lauderdale e Miami, Florida. Arrivò a Chicago la mattina presto e ripartì poco dopo, ricevendo l'autorizzazione al decollo alle 8:55. La corsa al decollo fu normale finché l'aereo non raggiunse l'altitudine di 100 piedi sopra il livello del suolo, quando i testimoni notarono un leggero cambiamento nel suono dei motori dell'Electra. L'aereo iniziò una leggera virata verso destra mentre l'ala di dritta cominciò ad abbassarsi. L'angolo di virata aumentò a 35°; a quel punto i controllori di torre captarono una trasmissione distorta che si ritiene provenisse dai piloti. L'aereo salì a circa 300 piedi ma continuò a virare, raggiungendo infine un angolo di virata di oltre 50°. A quel punto, l'ala di dritta intaccò una serie di linee elettriche ad alta tensione che correvano lungo il confine meridionale dell'aeroporto; poco dopo, l'Electra colpì un terrapieno e sbandò sul muso. La fusoliera anteriore si ruppe, l'aereo si schiantò e slittò, poi si lanciò in aria e ricadde a terra con il muso in avanti, girandosi sulla schiena ed esplodendo in una palla di fuoco. L'incidente durò meno di due minuti dall'inizio del decollo fino allo schianto finale.
Gli investigatori del Civil Aeronautics Board stabilirono che il cavo che collegava fisicamente la ruota di controllo del primo ufficiale all'unità di spinta degli alettoni si era scollegato. Ciò aveva fatto sì che gli alettoni mettessero l'aereo in un assetto con l'ala di dritta verso il basso e aveva impedito ai piloti di correggere l'inclinazione. I cavi che collegavano le ruote di controllo dei piloti all'unità di spinta degli alettoni erano stati rimossi due mesi prima dell'incidente durante la manutenzione di routine; un cavo di sicurezza che teneva insieme parte dell'assemblaggio non era stato sostituito quando i cavi erano stati ricollegati. Il contatto si era lentamente separato, fino a rompersi completamente durante la fase di decollo.